# Південний Хрест (пілотажна група)
Пілотажна ескадрилья «Південний Хрест» (ісп. Escuadrilla Acrobática Cruz del Sur) — пілотажна група ВПС Аргентини.

## Історія
У 1961 році з нагоди святкування 50-річчя створення ВПС Аргентини командування ВПС доручило створення акробатичної ескадрильї всім бойовим і навчальним частинам. Серед інших, на початку 1962 року була створена команда «Південний Хрест» в рамках 1 групи винищувачів-бомбардувальників IV авіабригади, яка базувалася в Лос-Тамариндос, Мендоса.
Група виступала на п'ятьох літаках North American F-86 Sabre і один використовувала як запасний. Літаки мали яскраву червоно-жовто-синьо-срібну ліврею і позначалися «Alfa Centauro», «Beta», «Gamma» і «Delta», соліст позивного не мав.
Офіційний дебют зі значним успіхом відбувся 12 січня 1962 року в Танділі, провінція Буенос-Айрес. У кінці того ж року, коли внаслідок військового перевороту було скинуто президента Артуро Фрондісі команду «Південний Хрест», як і більшість інших аргентинських пілотажних груп, було офіційно розформовано. Але фактично вона продовжувала нерегулярно виступати, хоча й не використовуючи цю назву, до 1985 року, коли F-86 було знято з експлуатації.
В 1997 році команду було вирішено відновити під старою назвою і в статусі ескадрильї на сімох Су-29 (для виступів використовувалося лише п'ять, з них один соліст). Ці літаки були спеціально виготовлені для ВПС Аргентини компанією «Сухой», Компанія яка назвала цю модифікацію "Су-29АР". Від стандартних Су-29 вони відрізнялися тим, що були оснащені вбудованими пристроями GPS. Також літаки були обладнані димогенераторами з білим димом та пофарбовані в національні кольори — білий, блакитний і темно-синій.
Ескадрилья базувалася на авіабазі Мендоса у складі IV авіабригади. Перший її виступ на нових літаках відбувся 15 березня 1998 року під час святкування 49-ї річниці створення IV авіабригади. З 21 по 25 квітня ескадрилья виступала на міжнародному авіасалоні Aviation Show South America '99 (ASSA '99) на авіабазі Морон в провінції Буенос-Айрес. Літаки мали ті ж позивні, що і в першій команді, а соліст отримав позначення «Epsilon».
Відтоді ескадрилья часто виступала на різноманітних заходах. У 2010 році команду було знову розформовано через проблеми з бюджетом і обслуговуванням літаків.
У 2012 році групу було вирішено відновити на авіабазі Морон на шести нових літаках IV авіабригади IA-63 Pampa II з новою кольоровою схемою. Втім, через бюджетні причини команда зрештою отримала лише один літак. Через кілька років бездіяльності команди він був перефарбований командних кольорів на стандартну камуфляжну схему, яка використовується іншими IA-63.

## Інциденти
4 лютого 2003 року під час тренувального польоту один з літаків Су-29 команди впав на землю  в муніципалітеті Лас-Ерас. Командир ескадрильї віцекомодор Рубен Алехандро Кортес і перший лейтенант Даніло Педро Солдера загинули.